# Achille in Sciro
Achille in Sciro és una òpera en tres actes composta per Niccolò Jommelli sobre un llibret italià de Pietro Metastasio. S'estrenà a Viena el 1749.
Possiblement s'estrenà a Catalunya el 30 de maig de 1755 al Teatre de la Santa Creu de Barcelona.
Pocs anys més tard el compositor Gennaro Manna, va escriure una òpera amb el mateix títol, i en Pietro Chiarini havia fet el mateix l'any (1739).